# Blaženko Lacković
Blaženko Lacković (ur. 25 grudnia 1980 w Varaždinie) – chorwacki piłkarz ręczny, reprezentant kraju, występuje na pozycji rozgrywającego. Obecnie występuje w Bundeslidze, w drużynie THW Kiel. W 2004 roku wraz z reprezentacją zdobył złoty medal olimpijski w Atenach.
W 2009 roku w Chorwacji wywalczył wicemistrzostwo Świata. Na zakończenie turnieju został wybrany do Siódemki gwiazd jako najlepszy lewy rozgrywający.

## Kariera
- 1997-2001  RK Varteks di Caprio
- 2001-2004  RK Zagrzeb
- 2004-2005  CB Ademar León
- 2004-2008  SG Flensburg-Handewitt
- 2008-2014  HSV Hamburg
- 2014-2016 Vardar Skopje
- od 2016 THW Kiel

## Osiągnięcia

### klubowe
- 2002, 2003, 2004: mistrzostwo Chorwacji
- 2005: puchar Niemiec
- 2005, 2006, 2009, 2010: wicemistrzostwo Niemiec
- 2007: finalista Ligi Mistrzów
- 2009, 2010: superpuchar Niemiec
- 2010: puchar Niemiec
- 2011: brązowy medal Ligi Mistrzów
- 2011: mistrzostwo Niemiec

### reprezentacyjne
- 2003: mistrzostwo Świata (Portugalia)
- 2004: mistrzostwo Olimpijskie (Ateny)
- 2005: wicemistrzostwo Świata (Tunezja)
- 2008: wicemistrzostwo Europy (Norwegia)
- 2009: wicemistrzostwo Świata (Chorwacja)

## Nagrody indywidualne
- 2004: odznaczony nagrodą Franjo Bučara
- 2009: najlepszy lewy rozgrywający mistrzostw Świata (Chorwacja)